# Hydrocotyle cryptocarpa
Hydrocotyle cryptocarpa är en växtart i släktet Hydrocotyle och familjen araliaväxter.
Arten förekommer i Chile, Argentina och Uruguay. Den beskrevs av Carlo Luigi Spegazzini 1883.